# Pethő János
Pethő János (Gelse, 1792. november 28. – Kisoroszi, 1867. december 1.) római katolikus plébános.

## Élete
Reformátusként született, s teológiát tanult Debrecenben, azután katolikus hitre tért és Esztergomban a presbitériumban tanult. 1824. február 22-én fölszenteltetett. Káplán 1825-től Gútán, 1836-ban adminisztrátor volt ugyanott és 1837. március 22-én Kisorosziban lett plébános, és itt is halt meg 1867-ben.